# BMW K 1200 RS
BMW K 1200 RS – motocykl sportowo-turystyczny produkowany w latach 1997-2003. Od roku 1997 do 2000 powstawał model K589 a od roku 2001 do 2003 model K41 ze zmienioną owiewką z przodu. Do roku 2005 produkowany był bliźniaczy model K 1200 GT różniący się od modelu RS dodatkowymi owiewkami, tempomatem oraz wyższą elektrycznie regulowaną szybą. Literka K na początku nazwy oznacza silnik rzędowy położony wzdłuż ramy (boxery mają literkę R). Motocykl ten jest modelem sportowo-turystycznym. Jego waga nie pozwala stwierdzić, że jest to motocykl typowo sportowy mimo imponującej mocy 130 KM, natomiast wygoda podróżowania zdecydowanie nakłania do skategoryzowania go jako motocykl turystyczny. Niemcy nazwali go RS od Road i Sport. 

## Dane techniczne[1]
| Informacje ogólne             | Dane                                                                                          |
| ----------------------------- | --------------------------------------------------------------------------------------------- |
| Model                         | BMW K 1200 RS                                                                                 |
| Kategoria                     | Sportowo – turystyczny                                                                        |
| Silnik i przeniesienie napędu |                                                                                               |
| Pojemność skokowa             | 1171 ccm                                                                                      |
| Ilość suwów                   | 4                                                                                             |
| Moc maksymalna                | 130 KM (94,9 kW)) przy 8750 RPM                                                               |
| Maksymalny moment obrotowy    | 117 Nm (11,9 kgf-m lub 86,3 ft.lbs) przy 6750 RPM                                             |
| System chłodzenia             | ciecz                                                                                         |
| Skrzynia biegów               | 6 biegowa                                                                                     |
| Wymiary i wagi                |                                                                                               |
| Waga na sucho                 | 264 kg                                                                                        |
| Waga na mokro                 | 280 kg                                                                                        |
| Wysokość siodła               | 770 mm                                                                                        |
| Dostępna wysokość siedzenia   | 800 mm                                                                                        |
| Rozstaw osi                   | 1,555 mm                                                                                      |
| Podwozie                      |                                                                                               |
| Hamulec przedni               | 2 tarcze po 305 mm, 4 tłoczki w zaciskach; ABS integralny                                     |
| Hamulec tylny                 | 1 tarcza 285 mm, 2 tłoczki; ABS integralny (po wciśnięciu hamulca przedniego hamują oba koła) |
| Opona przednia przedni        | 120/70ZR-17                                                                                   |
| Opona tylna                   | 170/60ZR-17 z felgą 5"                                                                        |
| Prędkość i przyspieszenie     |                                                                                               |
| Prędkość maksymalna           | 246 km/h (153,75 mph)                                                                         |
| Stosunek mocy do masy         | 0,4924 KM/kg                                                                                  |
| Przyspieszenie 0-100          | 3,3 s                                                                                         |
| Przyspieszenie 0-140          | 5,4 s                                                                                         |
| Przyspieszenie 0-200          | 11,8 s                                                                                        |
| Inne dane                     |                                                                                               |
| Pojemność zbiornika paliwa    | 22 litry                                                                                      |
| Hamowanie 60–0 / 100–0        | 13,7 m / 39,7 m                                                                               |